# Macrobracon fulvopilosus
Macrobracon fulvopilosus är en stekelart som först beskrevs av Cameron 1905.  Macrobracon fulvopilosus ingår i släktet Macrobracon och familjen bracksteklar. Inga underarter finns listade i Catalogue of Life.